# Niltava macgrigoriae
El papamoscas de McGrigor (Niltava macgrigoriae) es una especie de ave paseriforme de la familia Muscicapidae propia de la región indomalaya.  

## Distribución y hábitat
Se extiende por el Himalaya y el sudeste de Asia, llegando al sur de China y el este de Indochina. Su hábitat natural son los bosques húmedos subtropicales y tropicales, tanto de montaña como de tierras altas, las zonas de matorral de montaña y los herbazales húmedos.